# Kim E. Beazley
Pour les articles homonymes, voir Beazley.
Kim Edward Beazley (30 septembre 1917 - 12 octobre 2007) est un homme politique australien membre du parti travailliste, député à la Chambre des représentants de 1945 à 1977 et ministre de l'Éducation de 1972 à 1975. Son impact sur l'accès à une éducation de qualité pour les peuples autochtones d'Australie (Aborigènes et Insulaires du détroit de Torrès) a été majeur.

## Biographie

### Enfance et éducation
Kim Beazley, est né dans un milieu très pauvre à Northam, en Australie-Occidentale, dans le foyer de d'Alfred Beazley, un magasinier, et de sa femme née Mary Wright. Il est le plus jeune de leurs sept enfants.
Il passe son enfance à Fremantle, où il fréquente la Perth Modern School (1933-1935), une école très sélective, où il se classe premier en histoire et en anglais. Il poursuit ses études au Claremont Teachers College et travaille d'abord comme enseignant à la Richmond State School à East Fremantle (en), puis à Arthur River, Midland (en) et Claremont. Il étudie ensuite les sciences politiques à l'Université d'Australie-Occidentale (UWA) et enseigne à l'école normale de Claremont et à l'UWA. Il obtient plus tard une maîtrise à l'Université nationale  australienne.

### Carrière
Kim Beazley s’engage très tôt au parti travailliste, où l'élégance de ses écrits et l'éloquence de ses discours le font remarquer. Il devient vice-président du syndicat enseignant State School Teachers' Union et entre au comité exécutif du parti travailliste provincial. Son sens de la formule lui permet d'exceller dans les débats politiques.
À la mort du Premier ministre John Curtin en 1945, Beazley, alors âgé de 27 ans, est investi comme candidat pour lui succéder dans son siège de Fremantle lors des élections au Parlement fédéral. Il est élu et devient le plus jeune membre du Parlement fédéral, ce qui lui vaut le surnom de « prince étudiant ». Il deviendra en 1975 le doyen de la Chambre des représentants, jusqu'à sa retraite en 1977 (le titre de doyen « father of the house » est attribué au Parlement australien à son membre ayant siégé le plus longtemps en son sein).
Chrétien convaincu et membre du Réarmement moral, Beazley occupe une place importante à l'aile droite du parti travailliste pendant les batailles idéologiques des années 1950 et 1960. Il participe aux événements qui conduisent à la scission du parti en 1954 et il a exprimé toute sa vie le regret de ne pas avoir contribué à éviter cette scission alors qu'il était en position pouvoir le faire. Sous le leadership d'Arthur Calwell (de 1960 à 1967), il a été considéré comme un futur leader possible du parti, mais ses opinions de droite, en particulier son soutien à l'Alliance américaine, lui ont coûté des appuis, et Gough Whitlam a émergé comme le successeur de Calwell. Selon un article paru en 2021, Beazley aurait été un informateur pour les États-Unis.

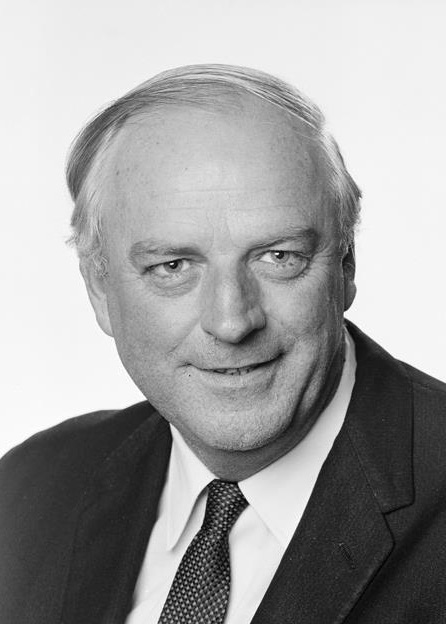
Kim Beazley en 1971.

Kim Beazley est nommé ministre de l'éducation dans le gouvernement Whitlam de 1972 à 1975. Bien que gravement malade pendant une partie de son mandat, il mène à bien d'importantes réformes dans le domaine de l'éducation, telles que l'abolition des frais universitaires et l'introduction d'un financement basé sur les besoins pour toutes les écoles par le biais de la Commission des écoles. Il se distingue également par son action pour améliorer l'éducation et les conditions de vie des peuples autochtones (voir plus bas).

### Fin de vie
Après la défaite du gouvernement Whitlam en 1975, Beazley est élu au front bench du parti travailliste, mais il démissionne du shadow cabinet lorsqu'il est révélé que Gough Whitlam et Bill Hartley, ainsi que le secrétaire national du Parti travailliste australien, David Combe, ont cherché à obtenir de l'argent du Parti Baas irakien pour financer la campagne électorale du parti. Il se retire de la vie politique en 1977. Au moment de sa mort, il est le dernier survivant parlementaire du gouvernement Chifley, ainsi que le plus ancien membre du Parlement du Commonwealth encore en vie. Il est décédé à Perth le 12 octobre 2007 et a reçu des funérailles nationales le 20 octobre.

## Famille
Kim Beazley a épousé Betty Judge, une collègue enseignante, responsable syndicale et athlète (elle a été championne d'Australie du 880 yards), le 7 février 1948, à Claremont. Ils ont eu une fille et deux fils, dont le boursier de la fondation Rhodes, vice-premier ministre et gouverneur de l'Australie occidentale Kim Christian Beazley. La mort de Kim Edward Beazley survient presque un an après celle de son autre fils, David Beazley.

## Postérité

### Engagement en faveur des peuples autochtones
En raison de son engagement avec le Réarmement moral, et notamment lors de ses visites au centre de rencontres de  Caux, Kim Beazley avait pris conscience dès les années 1950 du "problème aborigène", un peuple privé de droits sur sa terre d'origine, particulièrement malmené par les politiques d'assimilation gouvernementales et par les problèmes sociaux ou de santé. Il était entré en contact avec des représentants des peuples aborigènes et avait régulièrement dialogué avec eux. Bien qu'étant dans l'opposition, il avait déposé dès 1963 une proposition de loi appelant à la reconnaissance des droits aborigènes sur leurs terres et appelant en particulier à une consultation avec les aborigènes de la région de Yirrkala, menacés par l'extension d'une mine. Cette proposition, reprise par le gouvernement en place et adoptée, fait jurisprudence dans ce domaine : plus jamais les droits des autochtones ne pourront être ignorés par les entreprises. Cette initiative se situe à une époque où il n'était pas encore très populaire de se préoccuper du sort de ceux qui étaient encore considérés comme une race primitive en voie d'extinction, voire comme des sous-hommes.
Dès son accession au ministère le l’Éducation, il convainc le Premier Ministre Whitlam de mener une politique d'éducation bilingue pour les enfants aborigènes. 
Jusque là, au contraire, les écoles qui enseignaient dans une langue autochtone plutôt qu'en anglais ne recevaient pas de financement. À son départ du ministère, trois ans plus tard, l'enseignement était dispensé dans 22 langues autochtones, avec un excellent impact sur le niveau d'éducation des enfants, et une action était en cours pour créer des livres dans certaines des 138 langues parlées dans le Territoire du Nord.
Cet engagement a également concerné les conditions de vie des peuples autochtones d'Australie. Consterné par les rapports faisant état d'une malnutrition généralisée chez les enfants aborigènes, Beazley expose les faits choquants qu'il a relevés dans une note au Premier Ministre Whitlam - « la lettre la plus brutale que j'ai jamais reçue », devait dire Whitlam ultérieurement. Un programme a immédiatement été mis en place avec d'autres ministres fédéraux et nationaux pour lutter contre la lèpre, le pian, l'ankylostome, le trachome, l'alcoolisme et la malnutrition. La santé des aborigènes reste une préoccupation, mais un début de solution a été trouvé grâce à ces initiatives.

### Médailles Beazley
Les médailles Beazley, qui récompensent chaque année les meilleurs élèves de l'enseignement secondaire en Australie-Occidentale, ont été nommées en son honneur.

### Distinctions
- Kim Beazley est Officier de l'Ordre d'Australie.
- L'Université nationale australienne lui a accordé un doctorat honoris causa à la fin de sa carrière parlementaire en 1977[6].

### Mémoires
Ses mémoires ont été publiés à titre posthume en février 2009, avec une préface de son fils Kim Christian Beazley, lui-même une personnalité politique de premier plan en Australie.